# Pave Stefan 2.
Stefan 2. (eller 3., 715 - 26. april 757)) var pave fra 26. marts 752 til sin død i 757. Han efterfulgte Pave Zacharias, efter den valgte pave Stefan (nogle gange kaldet Stefan 2.), der nåede at være valgt i fire dage. Stefan 2. markerer grænsen mellem det byzantinske pavedømme og det frankiske pavedømme